# スバ経
『スバ経』（巴: Subha-sutta, スバ・スッタ）とは、パーリ仏典経蔵長部の第10経。漢訳で『須婆経』（すばきょう）とも表現する。
なお、中部の第99経にも『スバ経』という同名の経典がある。
類似の伝統漢訳経典は無い。
経名は、経中に登場する青年スバ（須婆）に因む。

## 構成

### 登場人物
- アーナンダ
- スバ --- 青年

### 場面設定
釈迦が般涅槃（入滅）して間も無い頃、アーナンダはサーヴァッティ（舎衛城）のアナータピンディカ園（祇園精舎）に滞在していた。
そこにトーディッヤの息子である青年スバが訪れ、仏法を教えてほしいと請うた。
アーナンダは、釈迦は戒蘊・定蘊・慧蘊という3つの蘊（三学）を賞揚していたこと、そしてその具体的な内容として、十善戒、六根清浄、正念正智、三衣一鉢による満足、五蓋の除去（五禅支の生成）、四禅、六神通について述べる。
スバは法悦して三宝に帰依することを誓う。

## 日本語訳
- 『南伝大蔵経・経蔵・長部経典1』（第6巻） 大蔵出版
- 『パーリ仏典 長部（ディーガニカーヤ）戒蘊篇II』 片山一良訳 大蔵出版
- 『原始仏典 長部経典1』 中村元監修 春秋社